# Schlagwortwolke

Schlagwortwolke ohne alphabetische Sortierung zum Thema Web 2.0

Eine Schlagwortwolke (auch Wortwolke, Schlagwortmatrix oder Stichwortwolke, selten Etikettenwolke; engl.: tag cloud, word cloud) ist eine Methode zur Informationsvisualisierung, bei der eine Liste aus Schlagwörtern, oft alphabetisch sortiert, flächig angezeigt wird, wobei einzelne unterschiedlich gewichtete Wörter größer oder auf andere Weise hervorgehoben dargestellt werden. Sie kann so zwei Ordnungsdimensionen (die alphabetische Sortierung und die Gewichtung) gleichzeitig darstellen und auf einen Blick erfassbar machen.
Wortwolken werden beim gemeinschaftlichen Indexieren und in Weblogs eingesetzt. Bekannte Anwendungen sind die Darstellung populärer Stichwörter bei Flickr, Technorati und Del.icio.us.

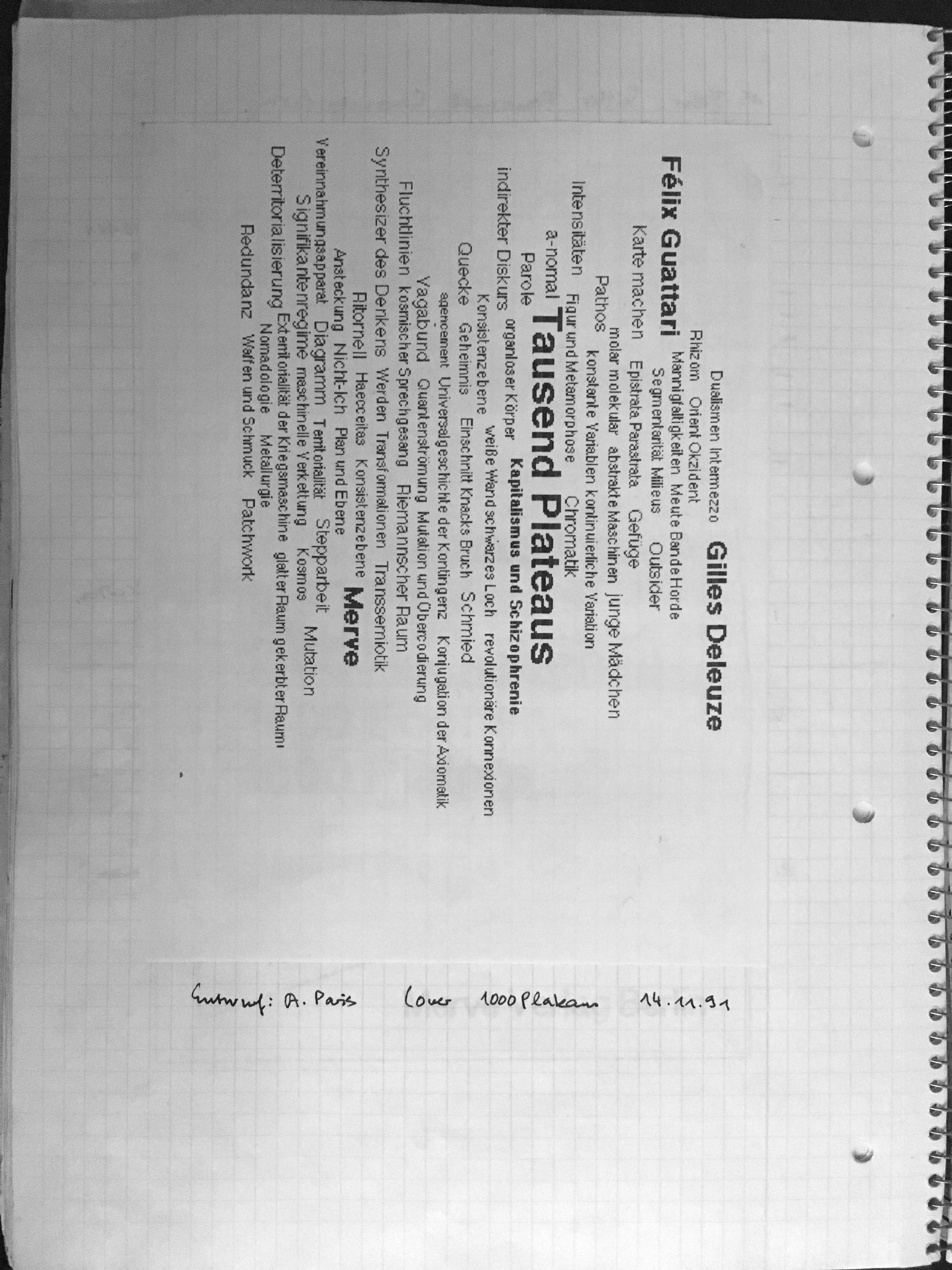
Coverentwurf von Adelheid (Heidi) Paris für „Tausend Plateaus“, datiert auf den 14. November 1991

Schlagwortwolken wurden vermutlich zuerst 2002 von Jim Flanagan eingesetzt und zunächst als gewichtete Liste (engl. weighted list) bezeichnet. Um einige Zeit früher – im Jahr 1992 – kam allerdings schon das Buch „Tausend Plateaus. Kapitalismus und Schizophrenie“ von Gilles Deleuze und Félix Guattari heraus, auf dessen Einband bereits eine „Begriffswolke“ abgebildet ist.

## Erstellung
Prinzipiell wird die Schriftgröße eines Schlagwortes in einer Schlagwortwolke durch dessen Häufigkeit bestimmt. Für eine Wortwolke der Kategorien eines Weblogs entspricht die Benutzungshäufigkeit beispielsweise der Anzahl von Weblogeinträgen, die einer Kategorie zugeordnet sind. Bei kleinen Häufigkeiten genügt es, für jede Anzahl von eins bis zu einem Maximalwert die Schriftgröße direkt anzugeben. Für größere Werte sollte eine Normierung vorgenommen werden. Bei einer linearen Normierung wird das Gewicht {\displaystyle t_{i}} eines Deskriptors auf eine Größenskala von {\displaystyle f_{\mathrm {min} }} bis {\displaystyle f_{\mathrm {max} }} abgebildet, wobei {\displaystyle t_{\mathrm {min} }} und {\displaystyle t_{\mathrm {max} }} den Wertebereich der vorhandenen Gewichte angeben.
{\displaystyle s_{i}=\left\lceil (f_{\mathrm {max} }-f_{\mathrm {min} })\cdot {\frac {t_{i}-t_{\mathrm {min} }}{t_{\mathrm {max} }-t_{\mathrm {min} }}}+f_{\mathrm {min} }\right\rceil }
- {\displaystyle s_{i}}: anzuzeigende Schriftgröße
- {\displaystyle f_{\mathrm {max} }}: maximale Schriftgröße
- {\displaystyle f_{\mathrm {min} }}: minimale Schriftgröße
- {\displaystyle t_{i}}: Häufigkeit des betreffenden Schlagwortes
- {\displaystyle t_{\mathrm {min} }}: Häufigkeit, ab der ein Schlagwort angezeigt werden soll
- {\displaystyle t_{\mathrm {max} }}: Häufigkeit des häufigsten Schlagwortes

Da die Anzahl indexierter Objekte pro Schlagwort üblicherweise nach einem Potenzgesetz verteilt ist, ist für größere Wertebereiche eine logarithmische Darstellung sinnvoll. Für flektierende Sprachen wie das Deutsche müssen die Wörter vor dem Zählen zuerst lemmatisiert, also auf ihre Grundform reduziert werden.
Für die Erstellung von Schlagwortwolken verwendet man üblicherweise speziell dafür geeignete Software. So gibt es beispielsweise Software, welche aus Texten oder Webseiten die Schlagworte und deren Häufigkeit automatisch eruieren und die Schlagwortwolke generieren. Andere Programme wiederum benötigen eine Liste an Schlagworten und deren Gewicht, um die Schlagwortwolke generieren zu können.

## Wahrnehmung
In einigen empirischen Usability-Tests wurde die Wahrnehmung und Wirkung von Schlagwortwolken untersucht. Dabei wurde festgestellt, dass Schlagwörter, die die folgenden Eigenschaften besitzen, mehr Beachtung erfahren:
- Schlagwörter mit einer großen Schriftgröße (Effekt beeinflusst durch weitere Faktoren, wie Anzahl der Buchstaben oder benachbarte Schlagwörter)
- Schlagwörter in der Mitte der Schlagwortwolke (Effekt beeinflusst durch das jeweilige Layout der Schlagwortwolke)
- Schlagwörter im linken, oberen Quadranten (Effekt beeinflusst durch westliche Lesegewohnheiten)

## Benutzerfreundlichkeit
Im Rahmen von Tests hinsichtlich der Benutzerfreundlichkeit ist festgestellt worden, dass wenig erfahrene Nutzer häufig Probleme mit Wortwolken haben: User-Tests und die Nachbefragungen haben ergeben, dass sich Schlagwortwolken vielen Usern offenbar nicht intuitiv erschließen und ihnen unklar ist, warum z. B. manche Begriffe größer als andere dargestellt werden.
Als ein weiterer Mangel in Bezug auf die Benutzerfreundlichkeit wird wahrgenommen, dass die Schlagwortwolken gar nicht oder allenfalls alphabetisch geordnet sind. Eine Studie hat gezeigt, dass Nutzer die Wolken nach semantischen Assoziationen ordnen würden. Das heißt, sie würden Begriffe der Wolke, die sich einem gemeinsamen Thema zuordnen lassen, in Untergruppen zusammenstellen.
Internet-erfahrene Nutzer dagegen können Wortwolken in der Regel problemlos handhaben und sehen in ihnen häufig eine Bereicherung des Nutzererlebnisses.